# Iskra Iveljić
Iskra Iveljić (Frankfurt na Majni, 1959.), hrvatska povjesničarka
Maturirala je u Zagrebu u Klasičnoj gimnaziji 1978. godine. Diplomirala je povijest, engleski jezik i književnost na Filozofskom fakultetu Sveučilišta u Zagrebu. Od 1987. do 1990. radila je u Arhivu Hrvatske (danas Hrvatski državni arhiv) kao mlađi arhivist a od 1990. do 1993. u Institutu za suvremenu povijest kao istraživač-suradnik. Od 1993. godine zaposlena je na Odsjeku za povijest kao asistent, od 1999. u nastavno-nastavnom zvanju docenta, od 2004. izvanrednog i 2010. redovitog profesora.
Magistrirala je 1992. godine radom Pokušaji modernizacije Banskog vijeća (1848. – 1850.) i doktorirala 1998. disertacijom naslovljenom Uloga zagrebačke privredne elite u modernizaciji Hrvatske (1860. – 1883.). Mentor obaju radova bila je prof. dr. Mirjana Gross. Bavi se hrvatskom društvenom i kulturnom poviješću druge polovice 19. stoljeća, napose građanskim društvom i kulturom, modernizacijskim procesima, stasanjem moderne građanske elite, plemstvom Hrvatske i Slavonije te hrvatskim studentima i elitom u Beču.
Takoðer je u nekoliko radova prikazala stanje u hrvatskoj historiografiji nakon pada Berlinskog zida te odnos između povijesti i društva tijekom istog razdoblja.
Na Odsjeku za povijest predaje hrvatsku povijest u 19. stoljeću. Od uvođenja bolonjskog sustava do 2011. bila je voditelj istraživačkog smjera 19. i 20. stoljeća na diplomskom studiju povijesti. Od 2014. godine predstojnica je Katedre za hrvatsku povijest Odsjeka za povijest.
Iskra Iveljić bila je u više navrata recenzent raznih knjiga, članaka, školskih knjiga, projekata i prijedloga za državne nagrade. Bavila se i uređivanjem historijskih publikacija, kao član uredništva Časopisa za suvremenu povijest 1991. – 1993., Radova Zavoda za hrvatsku povijest 1997. – 2000. godine te jedan od osnivača i zamjenik glavnog urednika časopisa Otium (1993. – 2000.)
Autorica je nekolicine članaka za Hrvatsku enciklopediju i Hrvatski leksikon.